# پایونیر

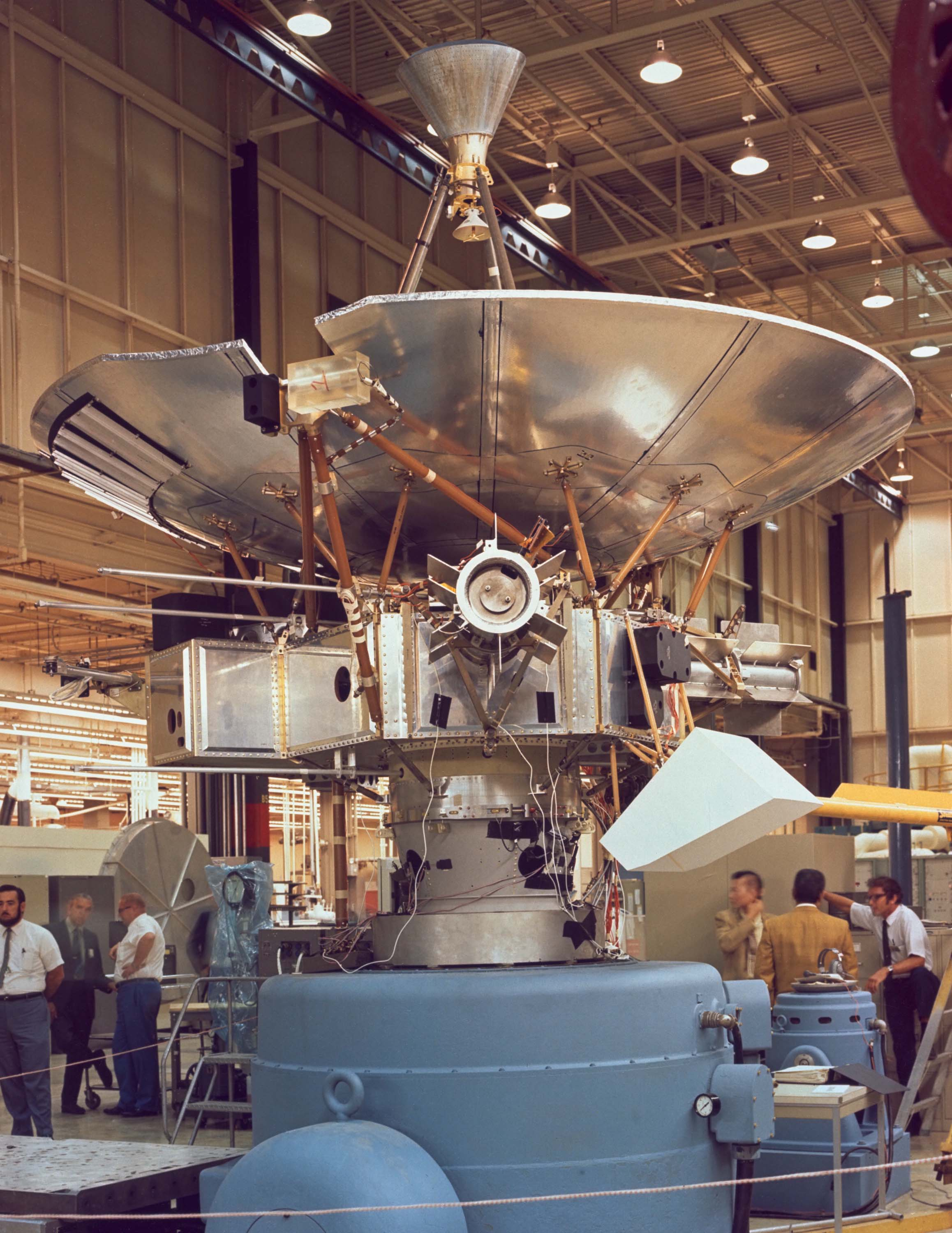
پایونیر۱۰ در حال ساخت، در سال ۱۹۷۱. دو کاوشگر پایونیر ۱۰ و ۱۱، معروف‌ترین کاوشگرهای برنامهٔ پایونیر بودند؛ نخستین کاوشگرهایی که موفق به کاوش سیارات بیرونی منظومهٔ خورشیدی و همچنین رسیدن به مدار پلوتون شدند.

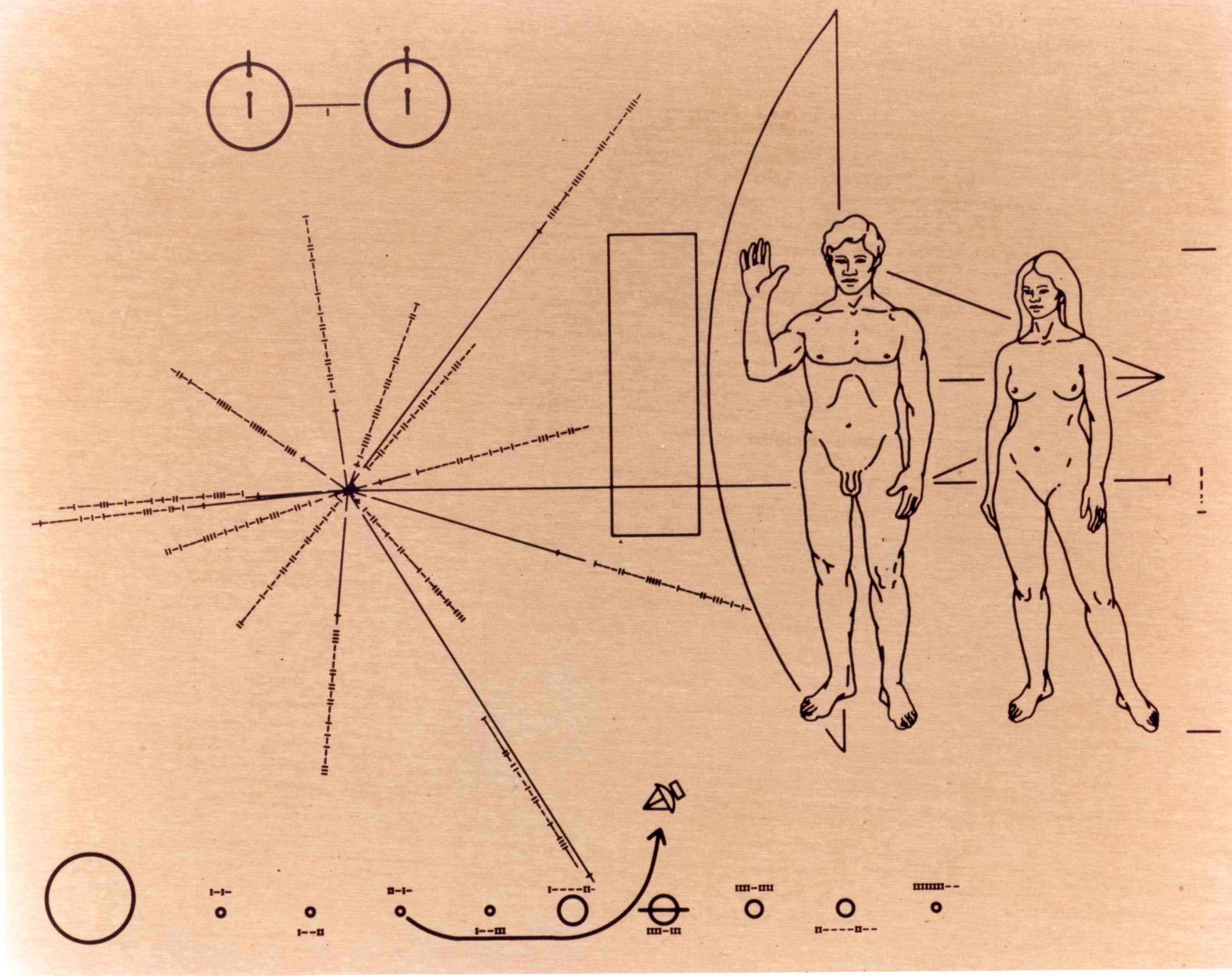
تصویر لوح پایونیر

پروژهٔ پایونیر نام مجموعه‌ای از مأموریت‌های فضایی بدون سرنشین ایالات متحده است که برای اکتشافات میانسیاره‌ای طراحی شده بود. این پروژه شامل مأموریت‌های بسیاری می‌شد که مهم‌ترین آن‌ها پایونیر۱۰ و پایونیر۱۱ بودند، دو فضاپیمایی که توانستند سیارات خارجی را کاوش کرده و از منظومهٔ خورشیدی نیز خارج شوند. هر دوی این کاوشگرها حامل صفحه‌ای طلایی بودند که در آن طرحی از مرد و زن رسم شده بود و اطلاعاتی دربارهٔ منشأ و سازندگان کاوشگر، برای هر موجود فرازمینی‌ای که آن را پیدا کند، وجود داشت.

## مأموریت‌های اولیهٔ پایونیر

تصویری تخیلی از پایونیر در پروژهٔ زهره

مأموریت‌های اولیهٔ پروژهٔ پایونیر، تلاش برای به دست آوردن سرعت فرار زمین بود. این برنامه در پرتاب نخست ناسا نیز که از NACA (سازمان دانش هوانوردی آمریکا) صورت گرفته بود هم گنجانده شده بود. این مأموریت‌ها توسط نیروی هوایی آمریکا و ارتش انجام شد.

## مأموریت‌های بعدی پایونیر (۱۹۷۸–۱۹۶۵)
۵ سال بعد از پایان مأموریت‌های اولیهٔ آبل در کاوش فضا، مؤسسهٔ تحقیقات ایمز وابسته به ناسا، نام «پایونیر» را برای مأموریت‌های جدید پروژه انتخاب کرد، مأموریت‌هایی که در ابتدا هدف‌شان کاوش قسمت درونی منظومهٔ خورشیدی بود، و بعدها مأموریت‌های جسورانه‌تری نظیر کاوش مشتری و زحل به پروژه افزوده شد. اگرچه این مأموریت‌ها با موفقیت انجام شد، اما تصاویر ارسالی به خوبی تصاویری که ویجر ۵ سال بعد ارسال کرد نبود. در ۱۹۷۸، مأموریت‌ها بار دیگر متوجهٔ قسمت درونی منظومهٔ خورشیدی شد و با دو مأموریت «پایونیر زحل‌گرد» و «مولتی‌پروب»، مشخص شد که مأموریت‌ها از شکل کاوشگر به سیاره‌گرد تبدیل شده‌است.